# Chiesa di San Lorenzo in Torrigia
La chiesa di San Lorenzo in Torrigia, citata anche come in Turrigia e San Lorenzino in Torriggia, era una chiesa di Milano. Situata nell'attuale via Filodrammatici, fu demolita nel 1786.

## Storia
Non si hanno notizie sull'origine del nome se non che fu dato per distinguerla dalle altre tre chiese dedicate a San Lorenzo. La chiesa è menzionata già a partire dal IX secolo. La chiesa figurava come cappella nel XIV secolo, come parrocchia nel XV secolo e come rettoria nel 1564. Il titolo di parrocchia fu tolto dal cardinale Carlo Borromeo nel 1575.
La chiesa fu demolita nel 1786, assieme a molte altre, per via della politica di soppressioni e demolizioni di proprietà ecclesiastiche della città decisa dal governo austriaco.

## Architettura
Le notizie che ci giungono circa l'aspetto della chiesa sono dovuti a rifacimenti della seconda metà del XVII secolo: il progetto prevedeva rispetto all'antica struttura il restringimento della singola navata per la creazione di cappelle e il rifacimento della facciata. La nuova facciata aveva una struttura derivata dai tipici schemi dell'architettura della Controriforma: aveva un unico portale al centro delle tre partiture verticali in cui era divisa la chiesa; tale portale era sormontato da un finestrone rettangolare affiancato da nicchie. La partitura centrale era sormontata da un timpano triangolare ed erano infine presenti tre pinnacoli decorativi al di sopra ogni partitura.